# Rue Claude-Pouillet
La rue Claude-Pouillet est une voie située dans le quartier des Batignolles du 17e arrondissement de Paris en France.

## Situation et accès
Longue de 130 mètres, elle commence 12, rue Lebouteux et finit 34, rue Legendre.
Elle est desservie par les lignes 2 et 3 à la station Villiers.

## Origine du nom

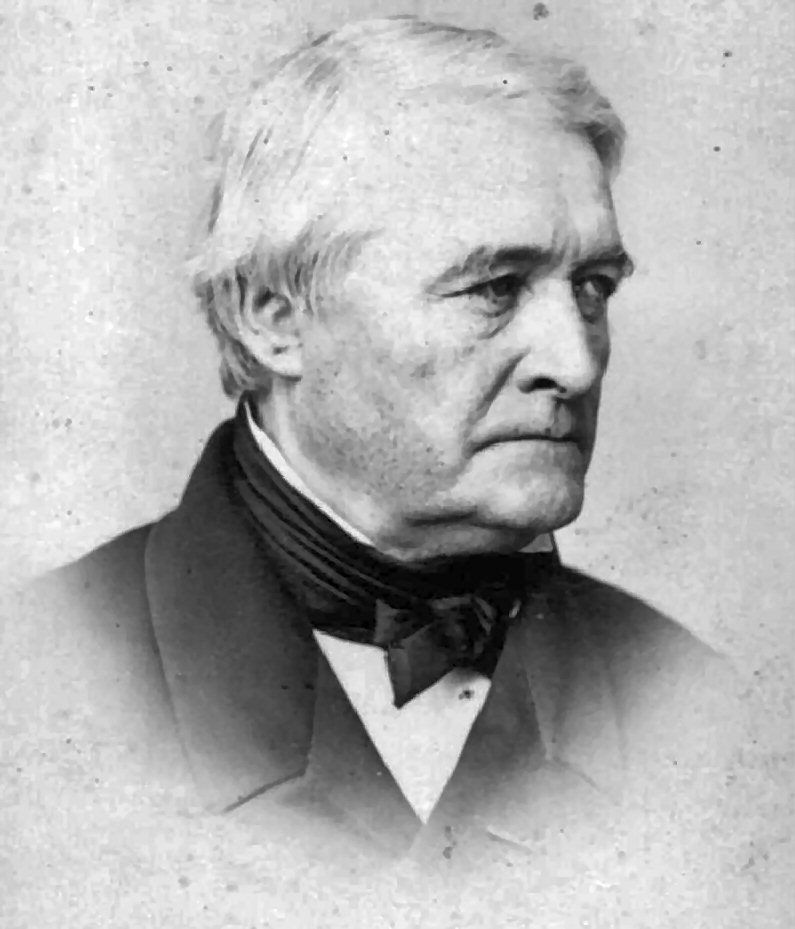
Claude Pouillet.

Elle porte le nom du physicien français Claude Pouillet (1790-1868), comme de nombreuses voies environnantes ayant pris le nom de scientifiques célèbres.

## Historique
Cette voie de l'ancienne commune des Batignolles est appelée « rue Neuve-du-Havre » jusque vers 1850, moment auquel elle prend le nom de « rue du Havre ».
Classée dans la voirie parisienne par décret du 23 mai 1863, elle est nommée « rue Pouillet » par décret du 11 septembre 1869, avant de recevoir sa dénomination actuelle par arrêté du 1er février 1877.  

## La rue dans la littérature
Jean Echenoz, dans son roman Envoyée spéciale (2016), y situe une partie de l'intrigue au domicile du compositeur fictif Lou Tausk.